# Seether
Seether ist eine Post-Grunge-Band, die ursprünglich aus Südafrika kommt.

## Bandgeschichte
Die Band wurde 1999 von Shaun Morgan Welgemoed (Gesang, Gitarre), Dale Stewart (Bass, Gesang) und Dave Cohoe (Schlagzeug) gegründet. Damals war die Band noch unter dem Namen „Saron Gas“ bekannt. Unter diesem Namen veröffentlichte sie 2000 auch ihr erstes Album „Fragile“, das nur in Südafrika erhältlich ist. Als die Band in die USA auswanderte, verließ Gründungsmitglied Dave Cohoe die Band aus privaten Gründen. Im Zuge des Umzugs wechselte die Band nicht nur vom südafrikanischen Label Musketeer Records zu Wind-Up Records, sondern änderte auch ihren Namen in „Seether“, nach dem gleichnamigen Song der Band Veruca Salt, der den Bandmitgliedern sehr gut gefiel.
Für ihr zweites Album „Disclaimer“ übernahm Josh Freese das Schlagzeug. Einige Songs des Debüt-Albums Saron Gas wurden für Disclaimer komplett neu aufgenommen. Kurz vor der Veröffentlichung des Albums wurde Schlagzeuger Josh Freese durch Nick Oshiro abgelöst. Außerdem wurde Afro Nick als Tour-Gitarrist angeheuert, der jedoch nur kurze Zeit Bandmitglied war. Im Oktober 2002 kam Pat Callahan als zweiter Gitarrist in die Band. Ein Jahr später ersetzte Kevin Soffera den Schlagzeuger Nick Oshiro. Als dieser aus privaten Gründen schon Ende 2003 ausstieg, wurde John Humphrey sein Nachfolger, der auch heute noch Mitglied der Band ist.
Bekannt wurde Seether vor allem durch eine Neuaufnahme des Songs „Broken“ als Punisher-Soundtrack mit Evanescence-Sängerin Amy Lee, mit der Morgan eine Beziehung führte. Außerdem wird dem Frontmann Morgan eine stimmliche Ähnlichkeit zum verstorbenen Sänger Kurt Cobain nachgesagt, die einiges zur Popularität beitrug.
Bob Marlette (Alice Cooper, Black Sabbath) überarbeitete den Sound von „Disclaimer“ komplett, und zusammen mit der Amy Lee-Version von „Broken“ und weiteren drei Bonustracks („Sold Me“, „Got It Made“ und „Cigarettes“) brachte die Band 2004 „Disclaimer II“ heraus, welches in den USA auch als Deluxe-Version mit einer Live-DVD erschien und noch vier weitere Songs enthielt. „Disclaimer II“ erreichte in den USA Platin-Status.
Ein Jahr später erschien das Album „Karma and Effect“. Seether blieb darauf im Wesentlichen ihrem Stil treu, konnte aber im Vergleich zu „Disclaimer II“ eine persönlichere Note etablieren. Die erste Single „Remedy“ erreichte in den US-Mainstream-Rock-Charts Platz 1 und hielt sich ganze acht Wochen auf der Spitzenposition. „Karma and Effect“ erreichte Platz 8 in den US Album-Charts und fuhr Gold ein.
Im Juni 2006, kurz vor der Veröffentlichung des Unplugged-Albums „One Cold Night“, gab die Band die Trennung von Gitarrist Pat Callahan bekannt. Ein exakter Grund dafür wurde nie genannt, Morgan sprach in verschiedenen Interviews aber wörtlich von „einer Erlösung“. Die Band entschied sich vorerst gegen einen neuen Gitarristen und spielte, wie schon bei der Gründung, als Trio weiter.

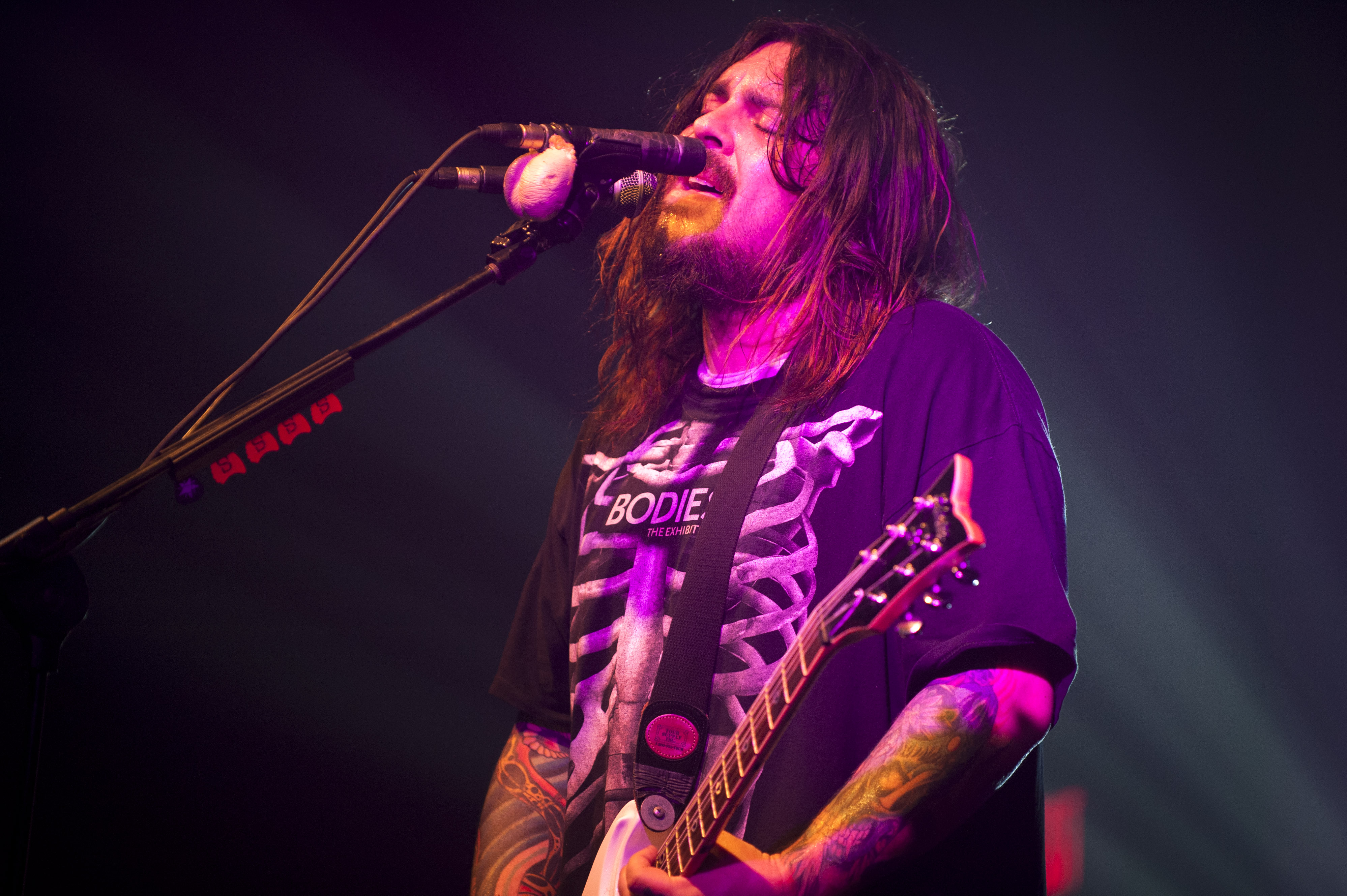
Shaun Morgan auf der Incirlik Air Base (Türkei), 2012

Am 11. Juli 2006 erschien dann „One Cold Night“, das gleichzeitig auch noch eine DVD beinhaltet. Es handelt sich um eine Akustik-Performance, die im Februar in Philadelphia aufgezeichnet wurde. Sänger Morgan war damals erkrankt, und anstatt den Auftritt abzusagen, entschied man sich für diese spezielle Performance. Die Setlist beinhaltet neben den Hits der Alben „Disclaimer“ und „Karma And Effect“ auch den Song „Tied My Hands“ vom „Fragile“-Album sowie eine Coverversion von Pearl Jams Klassiker „Immortality“. Da „One Cold Night“ ein Album ohne Schimpfwörter werden sollte, ließ Morgan die Lieder „Burrito“ und „Needles“ von der CD streichen. Sie sind dafür als iTunes Downloads erhältlich.
Im August 2006 ließ sich Morgan in eine Klinik einweisen, um verschiedene Abhängigkeiten behandeln zu lassen, was die Band zwang, die Beteiligung einer Tour mit Staind und Three Days Grace abzusagen. Im Herbst konnte Morgan seinen Aufenthalt in der Klinik offenbar erfolgreich beenden. Nachdem Morgan den Reha-Aufenthalt beendet hatte, begann die Band mit den Aufnahmen für ihr drittes Studioalbum.
Das lange erwartete dritte Album „Finding Beauty in Negative Spaces“ wurde am 23. Oktober 2007 veröffentlicht. Erneut reichte es in den US-Album-Charts für eine Top-10-Platzierung, „Finding Beauty in Negative Spaces“ erreichte Platz 9. Die erste Single, „Fake It“, erreichte sowohl in den US-Mainstream-Rock-Charts als auch in den Modern-Rock-Charts Platz 1 und wurde somit zur charttechnisch erfolgreichsten Single der Bandgeschichte. „Fake It“ ist ebenfalls der Titelsong der Großveranstaltung „No Way Out“ von World Wrestling Entertainment.
Anfang des Jahres schloss sich Troy McLawhorn als zweiter Gitarrist der Band an.
Die Band war im Juni 2008 bei den Festivals Rock am Ring (Nürburgring, nahe Adenau; 6. Juni) und Rock im Park (Nürnberg; 7. Juni) in Deutschland zu sehen. Seether gewann ihren ersten South African Music Award in der Kategorie „Best Rock: English“ für ihr Album Finding Beauty in Negative Spaces.
Im Februar 2011 wurde bekanntgegeben, dass das nächste Album am 24. Mai unter dem Titel „Holding Onto Strings Better Left to Fray“ erscheinen wird. Später korrigierte Sänger Morgan via Twitter, dass der Release-Termin auf den 17. Mai vorverlegt wurde. Die erste Single „Country Song“ wurde am 8. März 2011 veröffentlicht. Am selben Tag wurde bekanntgegeben, dass Gitarrist Troy McLawhorn die Band wieder verlassen hat, um sich anderen Projekten zu widmen.
Seether beim Rock am Ring 2014

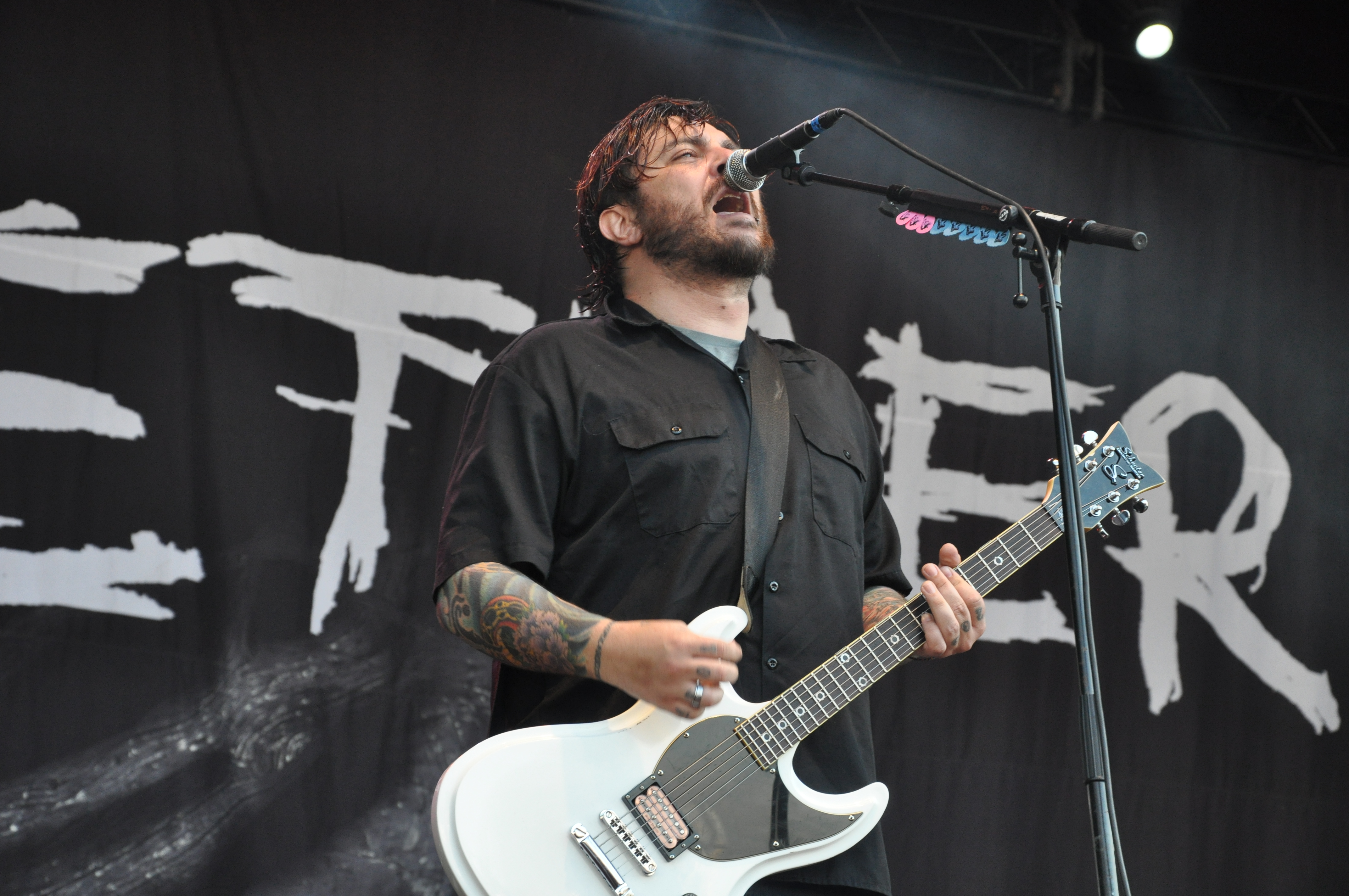
Shaun Morgan
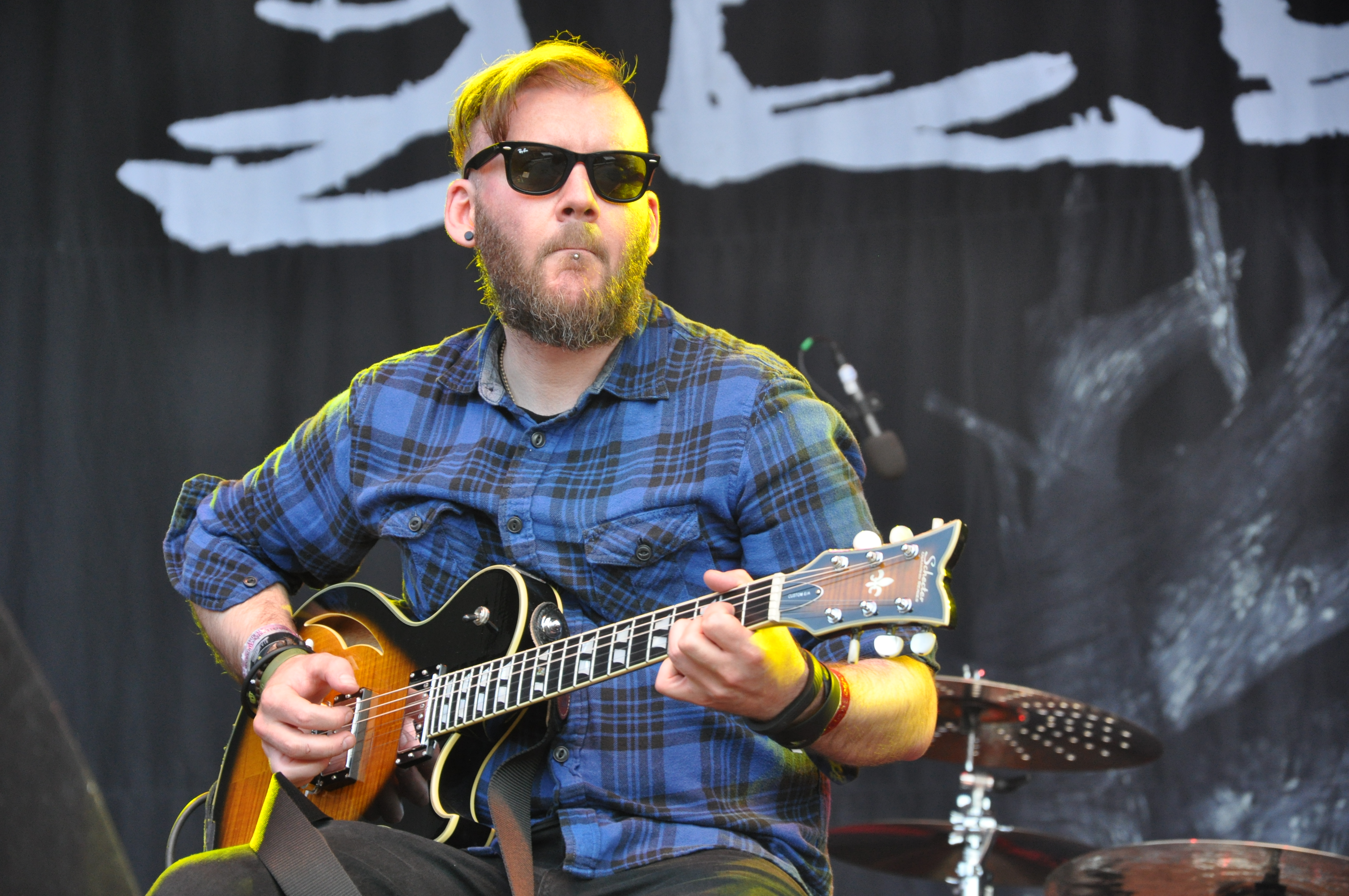
Dale Stewart
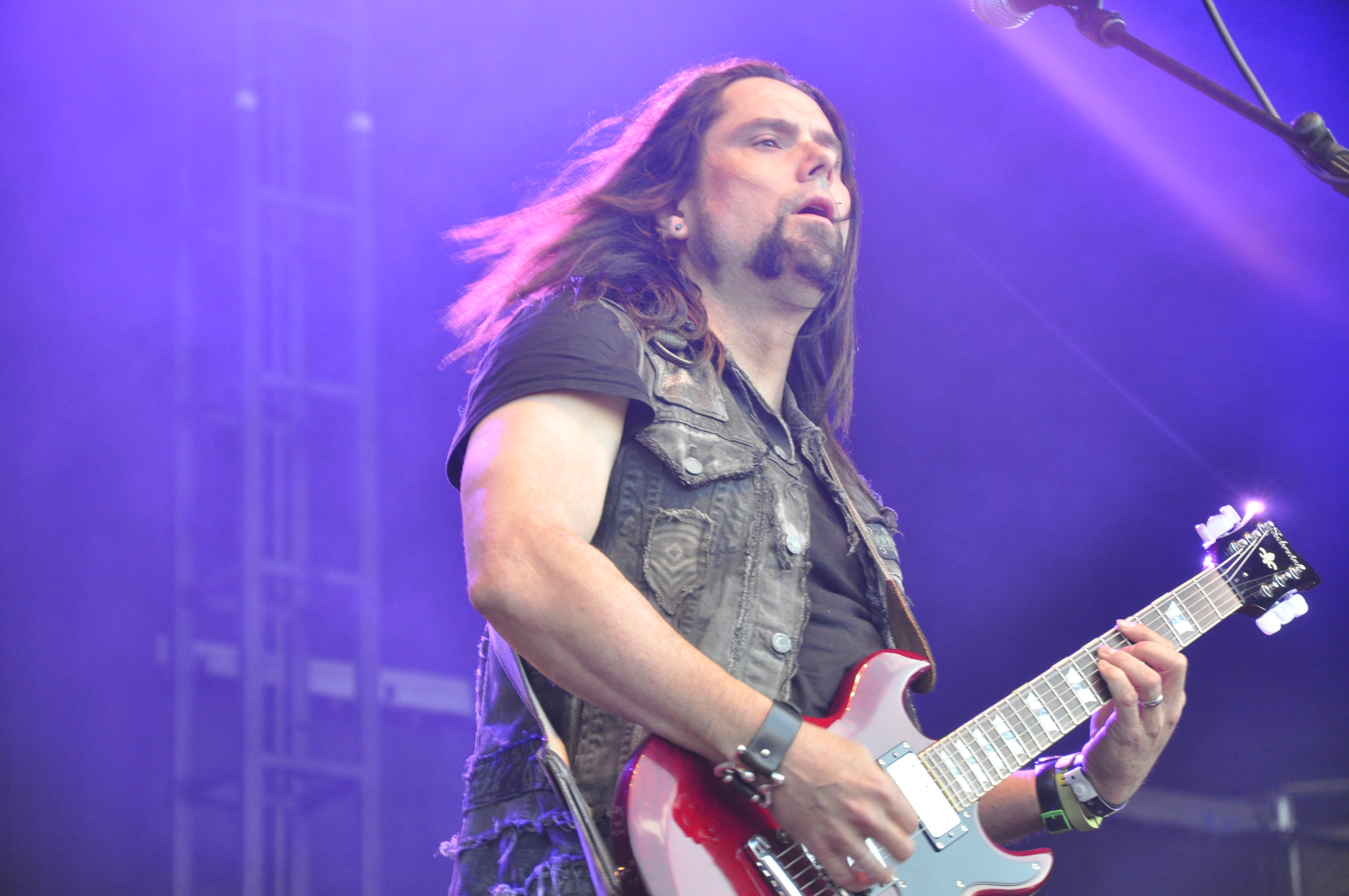
Bryan Wickmann
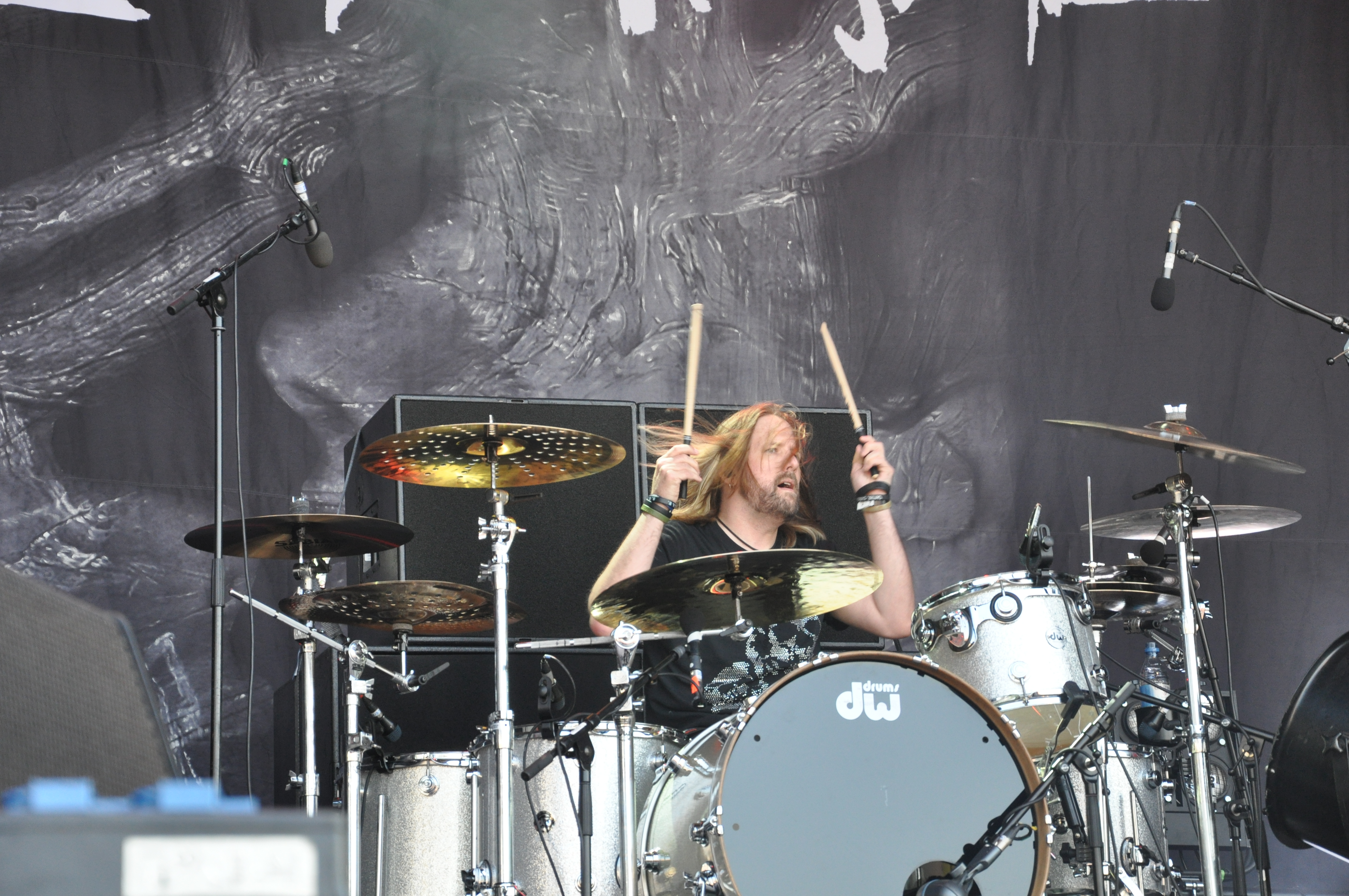
John Humphrey

Am 29. April 2014 stellte Seether auf YouTube Bryan Wickmann als neuen Gitarristen vor. Am 1. Mai 2014 gaben Seether auf ihrer Webseite bekannt, dass das nächste Album am 1. Juli unter dem Titel „Isolate and Medicate“ erscheinen wird. Die erste Single „Words As Weapons“ wurde ebenfalls am 1. Mai als kostenloser Download veröffentlicht.

## Diskografie

### Studioalben
| Jahr | Titel                                    | Höchstplatzierung, Gesamtwochen, AuszeichnungChartplatzierungen (Jahr, Titel, Platzierungen, Wochen, Auszeichnungen, Anmerkungen) | Höchstplatzierung, Gesamtwochen, AuszeichnungChartplatzierungen (Jahr, Titel, Platzierungen, Wochen, Auszeichnungen, Anmerkungen) | Höchstplatzierung, Gesamtwochen, AuszeichnungChartplatzierungen (Jahr, Titel, Platzierungen, Wochen, Auszeichnungen, Anmerkungen) | Höchstplatzierung, Gesamtwochen, AuszeichnungChartplatzierungen (Jahr, Titel, Platzierungen, Wochen, Auszeichnungen, Anmerkungen) | Höchstplatzierung, Gesamtwochen, AuszeichnungChartplatzierungen (Jahr, Titel, Platzierungen, Wochen, Auszeichnungen, Anmerkungen) | Anmerkungen                                         |
| Jahr | Titel                                    | DE | AT | CH | UK | US | Anmerkungen                                         |
| ---- | ---------------------------------------- | --- | --- | --- | --- | --- | --------------------------------------------------- |
| 2000 | Fragile                                  | — | — | — | — | — | Erstveröffentlichung: November 2000 als „Saron Gas“ |
| 2002 | Disclaimer                               | — | — | — | — | US92 Gold · (41 Wo.)US | Erstveröffentlichung: 20. August 2002               |
| 2004 | Disclaimer II                            | DE43 (5 Wo.)DE | AT38 (6 Wo.)AT | CH53 (9 Wo.)CH | — | US53 Platin · (33 Wo.)US | Erstveröffentlichung: 15. Juni 2004                 |
| 2005 | Karma and Effect                         | DE94 (1 Wo.)DE | — | CH74 (3 Wo.)CH | — | US8 Platin · (30 Wo.)US | Erstveröffentlichung: 24. Mai 2005                  |
| 2007 | Finding Beauty in Negative Spaces        | — | — | CH39 (2 Wo.)CH | — | US9 Platin · (93 Wo.)US | Erstveröffentlichung: 23. Oktober 2007              |
| 2011 | Holding onto Strings Better Left to Fray | DE53 (1 Wo.)DE | AT69 (1 Wo.)AT | CH21 (2 Wo.)CH | — | US2 (21 Wo.)US | Erstveröffentlichung: 17. Mai 2011                  |
| 2014 | Isolate and Medicate                     | DE32 (1 Wo.)DE | AT45 (1 Wo.)AT | CH33 (3 Wo.)CH | UK78 (1 Wo.)UK | US4 Gold · (15 Wo.)US | Erstveröffentlichung: 1. Juli 2014                  |
| 2017 | Poison the Parish                        | DE26 (1 Wo.)DE | AT23 (1 Wo.)AT | CH16 (1 Wo.)CH | UK72 (1 Wo.)UK | US14 (2 Wo.)US | Erstveröffentlichung: 12. Mai 2017                  |
| 2020 | Si Vis Pacem, Para Bellum                | DE37 (1 Wo.)DE | AT27 (2 Wo.)AT | CH15 (2 Wo.)CH | — | US37 (1 Wo.)US | Erstveröffentlichung: 28. August 2020               |
| 2024 | The Surface Seems So Far                 | DE99 (1 Wo.)DE | — | CH58 (1 Wo.)CH | — | US138 (1 Wo.)US | Erstveröffentlichung: 20. September 2024            |

### Livealben
| Jahr | Titel          | Höchstplatzierung, Gesamtwochen, AuszeichnungChartplatzierungen (Jahr, Titel, Platzierungen, Wochen, Auszeichnungen, Anmerkungen) | Höchstplatzierung, Gesamtwochen, AuszeichnungChartplatzierungen (Jahr, Titel, Platzierungen, Wochen, Auszeichnungen, Anmerkungen) | Höchstplatzierung, Gesamtwochen, AuszeichnungChartplatzierungen (Jahr, Titel, Platzierungen, Wochen, Auszeichnungen, Anmerkungen) | Höchstplatzierung, Gesamtwochen, AuszeichnungChartplatzierungen (Jahr, Titel, Platzierungen, Wochen, Auszeichnungen, Anmerkungen) | Höchstplatzierung, Gesamtwochen, AuszeichnungChartplatzierungen (Jahr, Titel, Platzierungen, Wochen, Auszeichnungen, Anmerkungen) | Anmerkungen                         |
| Jahr | Titel          | DE | AT | CH | UK | US | Anmerkungen                         |
| ---- | -------------- | --- | --- | --- | --- | --- | ----------------------------------- |
| 2006 | One Cold Night | — | — | — | — | US50 (6 Wo.)US | Erstveröffentlichung: 11. Juli 2006 |

### Kompilationen
| Jahr | Titel              | Höchstplatzierung, Gesamtwochen, AuszeichnungChartplatzierungen (Jahr, Titel, Platzierungen, Wochen, Auszeichnungen, Anmerkungen) | Höchstplatzierung, Gesamtwochen, AuszeichnungChartplatzierungen (Jahr, Titel, Platzierungen, Wochen, Auszeichnungen, Anmerkungen) | Höchstplatzierung, Gesamtwochen, AuszeichnungChartplatzierungen (Jahr, Titel, Platzierungen, Wochen, Auszeichnungen, Anmerkungen) | Höchstplatzierung, Gesamtwochen, AuszeichnungChartplatzierungen (Jahr, Titel, Platzierungen, Wochen, Auszeichnungen, Anmerkungen) | Höchstplatzierung, Gesamtwochen, AuszeichnungChartplatzierungen (Jahr, Titel, Platzierungen, Wochen, Auszeichnungen, Anmerkungen) | Anmerkungen                            |
| Jahr | Titel              | DE | AT | CH | UK | US | Anmerkungen                            |
| ---- | ------------------ | --- | --- | --- | --- | --- | -------------------------------------- |
| 2013 | Seether: 2002–2013 | — | — | — | — | US22 (2 Wo.)US | Erstveröffentlichung: 29. Oktober 2013 |

Weitere Kompilationen
- 2008: iTunes Originals
- 2009: Native Noise Collection Vol. 1 – The Seether Sessions
- 2012: The Collection
- 2021: Vicennial: 2 Decades of Seether

### EPs
- 2002: 5 Songs
- 2002: Seether
- 2008: Rhapsody Originals
- 2012: Remix EP
- 2014: Walmart Soundcheck (nur bei Walmart)
- 2021: Wasteland: The Purgatory

### Singles
| Jahr | Titel Album                                           | Höchstplatzierung, Gesamtwochen, AuszeichnungChartplatzierungen (Jahr, Titel, Album, Platzierungen, Wochen, Auszeichnungen, Anmerkungen) | Höchstplatzierung, Gesamtwochen, AuszeichnungChartplatzierungen (Jahr, Titel, Album, Platzierungen, Wochen, Auszeichnungen, Anmerkungen) | Höchstplatzierung, Gesamtwochen, AuszeichnungChartplatzierungen (Jahr, Titel, Album, Platzierungen, Wochen, Auszeichnungen, Anmerkungen) | Höchstplatzierung, Gesamtwochen, AuszeichnungChartplatzierungen (Jahr, Titel, Album, Platzierungen, Wochen, Auszeichnungen, Anmerkungen) | Höchstplatzierung, Gesamtwochen, AuszeichnungChartplatzierungen (Jahr, Titel, Album, Platzierungen, Wochen, Auszeichnungen, Anmerkungen) | Anmerkungen                                         |
| Jahr | Titel Album                                           | DE | AT | CH | UK | US | Anmerkungen                                         |
| ---- | ----------------------------------------------------- | --- | --- | --- | --- | --- | --------------------------------------------------- |
| 2002 | Fine Again Disclaimer                                 | — | — | — | — | US61 ×2Doppelplatin · (20 Wo.)US | Erstveröffentlichung: August 2002                   |
| 2004 | Broken Disclaimer II                                  | DE18 (9 Wo.)DE | AT26 (11 Wo.)AT | CH27 (11 Wo.)CH | — | US20 ×4Vierfachplatin · (21 Wo.)US | Erstveröffentlichung: März 2004 feat. Amy Lee       |
| 2005 | Remedy Karma and Effect                               | — | — | — | — | US70 ×2Doppelplatin · (6 Wo.)US | Erstveröffentlichung: April 2005                    |
| 2007 | Fake It Finding Beauty in Negative Spaces             | — | — | — | UK— SilberUK | US56 ×3Dreifachplatin · (20 Wo.)US | Erstveröffentlichung: 28. August 2007               |
| 2008 | Rise Above This Finding Beauty in Negative Spaces     | — | — | — | — | US91 Gold · (11 Wo.)US | Erstveröffentlichung: 19. Februar 2008              |
| 2009 | Careless Whisper Finding Beauty in Negative Spaces    | — | — | — | — | US63 ×2Doppelplatin · (18 Wo.)US | Erstveröffentlichung: 2009 Original: George Michael |
| 2011 | Country Song Holding Onto Strings Better Left to Fray | — | — | — | — | US72 Platin · (18 Wo.)US | Erstveröffentlichung: 8. März 2011                  |
| 2014 | Words as Weapons Isolate and Medicate                 | — | — | — | — | US— PlatinUS | Erstveröffentlichung: 1. Mai 2014                   |

Weitere Singles
- 2003: Driven Under (US: Gold)
- 2003: Gasoline (US: Gold)
- 2005: Truth
- 2006: The Gift
- 2008: Breakdown (US: Gold)
- 2011: Tonight
- 2012: No Resolution
- 2012: Here and Now
- 2013: Seether
- 2013: Weak
- 2014: Same Damn Life (US: Gold)
- 2015: Nobody Praying for Me (US: Platin)
- 2015: Save Today
- 2017: Let You Down
- 2020: Dangerous
- 2020: Beg

### Videoalben
- 2004: Disclaimer II (US: ×5Fünffachplatin )

## Auszeichnungen für Musikverkäufe
| Goldene Schallplatte - Brasilien - 2024: für die Single Broken - Kanada - 2005: für das Album Disclaimer II - 2006: für das Album Karma and Effect - 2009: für das Album Finding Beauty in Negative Spaces - Neuseeland - 2019: für das Album Disclaimer II - 2024: für das Album Karma and Effect | Platin-Schallplatte - Australien - 2004: für die Single Broken - Brasilien - 2024: für das Album Vicennial: 2 Decades of Seether - Neuseeland - 2023: für das Album Finding Beauty in Negative Spaces |

Anmerkung: Auszeichnungen in Ländern aus den Charttabellen bzw. Chartboxen sind in ebendiesen zu finden.
| Land/RegionAuszeichnungen für Musikverkäufe (Land/Region, Auszeichnungen, Verkäufe, Quellen) | Silber  | Gold       | Platin       | Verkäufe   | Quellen             |
| -------------------------------------------------------------------------------------------- | ------- | ---------- | ------------ | ---------- | ------------------- |
| Australien (ARIA)                                                                            | —       | —          | Platin1      | 70.000     | aria.com.au         |
| Brasilien (PMB)                                                                              | —       | Gold1      | Platin1      | 70.000     | pro-musicabr.org.br |
| Kanada (MC)                                                                                  | —       | 3× Gold3   | —            | 140.000    | musiccanada.com     |
| Neuseeland (RMNZ)                                                                            | —       | 2× Gold2   | Platin1      | 30.000     | radioscope.co.nz    |
| Vereinigte Staaten (RIAA)                                                                    | —       | 7× Gold7   | 24× Platin24 | 23.000.000 | riaa.com            |
| Vereinigtes Königreich (BPI)                                                                 | Silber1 | —          | —            | 200.000    | bpi.co.uk           |
| Insgesamt                                                                                    | Silber1 | 13× Gold13 | 27× Platin27 |            |                     |